# Demetrio III Aniketos
Demetrius III Aniketos (griego: Δημήτριος Γ΄ ὁ Ἀνίκητος; el epíteto significa "el Invencible") es aquí identificado con un rey Indo-Griego que reinó en el área de Gandhara y Punjab.

## Controversia sobre el tiempo de reinado
Las monedas de Demetrius III son escasas y poco trabajadas. Copian algo de la imaginería del renombrado rey bactriano Demetrius I (c. 200–180 a. C.). Ambos comparten el epíteto guerrero de "El Invencible" y la corona de elefante, el símbolo que Alejandro Magno utilizó para celebrar su conquista del valle del Indo.
Las fuentes históricas del reino Indo-Griego son muy pocas, y la separación de reyes con el mismo nombre no es un proceso fácil. El numismático Osmund Bopearachchi identifica tres reyes llamados Demetrius, colocando al tercero alrededor de 100 a. C., debido a las marcas de fábrica y al y estilo de las monedas. R C Sénior está de acuerdo con esta reconstrucción, incluso aunque sus fechas son un poco diferentes: según Bopearachchi, gobernó alrededor de 100 a. C., mientras que R. C. Sénior le coloca circa 70 a. C., en ambos casos como sucesor de Heliocles II.
Sin embargo, Demetrio III es el único Demetrio que acuñó monedas bilingües indo-griegas, y por ello es candidato para ser identificado como el «Demetrio, rey de los indios» mencionado por el historiador romano Marco Juniano Justino. Se dice que este Demetrio luchó contra el rey bactriano Eucrátides I. Bopearachchi, sin embargo, identifica al Demetrio de Justino con Demetrio II, a pesar de que sólo acuñó monedas griegas, y reinó en 175/170 a. C.
Otros autores han identificado al Demetrio de Justino con Demetrio I de Bactriana. Autores anteriores, como Tarn y Narain pensaban que era un hijo de Demetrio I, al que llaman Demetrio II, que luchó con el rey Eucrátides.
La ausencia de pruebas absolutas hace que el problema no esté definitivamente resuelto.

## Monedas de Demetrio III
Las monedas conocidas de eIII son escasas y acuñadas con un único y simple momnograma, lo que sugiere que fue un rey de corto e insignificante reinado. En una moneda de plata, Demetrio aparece con el sombrero causia, con el reverso de Zeus sosteniendo un rayo. En otra moneda de bronce, aparece un rey con la corona de elefante, y el mismo reverso.